# 12711 Tukmit
12711 Tukmit este o planetă minoră (asteroid) din Asteroid Apollo. A fost descoperită pe 19 ianuarie 1991 la Observatorul Palomar de Jean Mueller⁠(d). 
Obiectul prezintă o orbită caracterizată de o semiaxă mare de 1,1863501 UAi, o excentricitate de 0,2723, o înclinație de 38,48807 ° în raport cu ecliptica.